# Shinbun Akahata
Shinbun Akahata (しんぶん赤旗, litt. « Journal drapeau rouge ») est le journal du Parti communiste japonais et est libre de la déontologie du journalisme[pas clair]. Autrefois appelé Sekki avant que le parti soit reconnu par les autorités. Il prend le nom d'Akahata en 1947. 
Il parait à partir du 1er février 1928, alors même que le parti était interdit depuis sa création, en 1922. Le journal est alors très isolé. Lorsque le reste de la presse célèbre l’invasion de la Mandchourie, le Shinbun Akahata prend fermement position contre la guerre. Il va même plus loin en défendant l’indépendance des nations colonisées par le Japon.
Le journal est interdit en 1935 mais reparait en 1945. Il est interdit à nouveau de 1950 à 1952 par le général Douglas MacArthur, pendant la guerre de Corée. Traditionnellement pacifiste, le Shinbun Akahata mène en 2003 une grande campagne contre l’invasion de Irak et appelle à la prudence au sujet des prétendues armes de destruction massives de Saddam Hussein.
En 2011, après la catastrophe de Fukushima, il contribue à révéler les mensonges de TEPCO, l’opérateur de la centrale accidentée concernant le respect des normes de sécurité. Au Japon, où la remise en cause de la parole des dirigeants n’est pas naturelle, le journal fait parfois figure d’exception. Pour l’ancien diplomate Magosaki Ukeru : « Alors que la plupart des médias traditionnels se compromettent, Akahata est le seul média qui essaie de révéler la vérité et, pour de nombreux citoyens, c’est le journal qui garantit leur droit d’avoir accès à cette vérité. »
Il est en 2023 le journal qui révèle un scandale dans le financement du Parti libéral-démocrate provoquant la dissolution de la Diète japonaise et les élections anticipées de 2024. Il est lu largement au-delà des sympathisants du communisme, se consacrant à la défense de la démocratie.
Son édition quotidienne contient 16 pages. L'édition dominicale en comprend 32. Il dispose de correspondants à Pékin, Hanoï, Le Caire, Berlin et Washington.